# 판토프트 스타브 교회

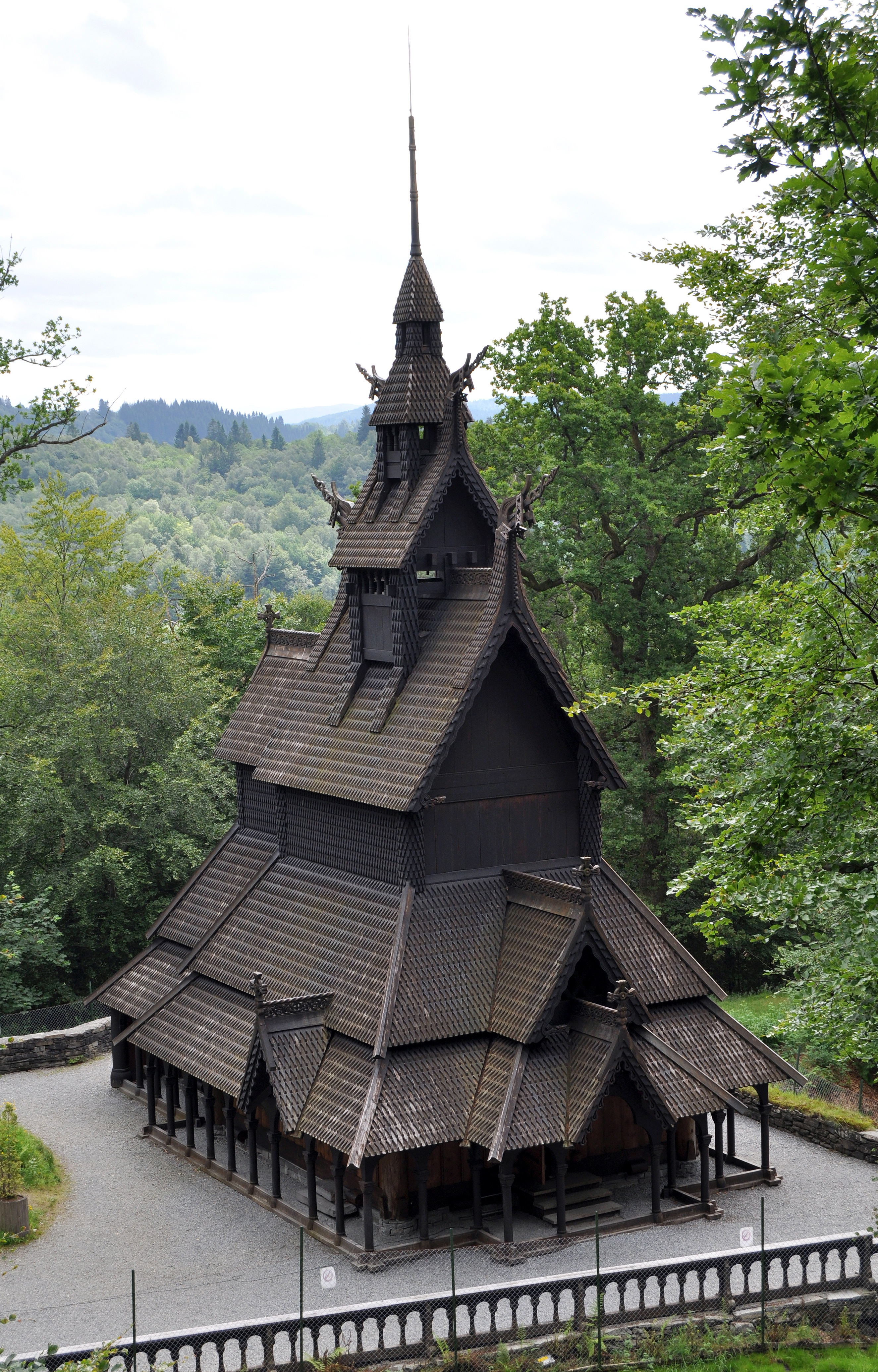

판토프트 스타브 교회(Fantoft Stave Church), 판토프트 통널 교회, 또는 판토프트 목조교회는 노르웨이 베르겐시 교외의 판토프트에서 재건축된 스타브 교회이다.

## 역사
이 교회는 1150년에 처음 송네표르에 세워졌다. 1879년, 새로운 포르툰 교회(Fortun Church)가 이 중세 스타브 교회를 대체하기 위해 건조되었다. 노르웨이에 다른 수백 개의 스타브 교회들이 있었기 때문에 판토프프 스타브 교회는 철거될 위기에 처했다. 보존을 위해 1883년 이곳으로 이전하였다. 화재로 소실된 것을 1997년 6월 6일 재건축했다. 지붕이 5층으로 되어 있는 독특한 건물이다.